# مینرالنی بنی
مینرالنی بنی (به لاتین: Mineralni Bani) یک منطقهٔ مسکونی در بلغارستان است که در شهرستان مینرالنی بانی واقع شده‌است. مینرالنی بنی ۲۷۰ متر بالاتر از سطح دریا واقع شده‌است.